# Lifeless Planet
Lifeless Planet — це гра-платформер 2014 року, розроблена незалежною американською компанією Stage 2 Studios та опублікована Serenity Forge. Гра побачила світ 6 червня 2014 року для платформ Microsoft Windows і 23 червня 2014 року для платформ macOS X. Згодом, 13 травня 2015 року була перенесена на Xbox One і 25 березня 2016 року на платформи під управлінням Linux.  19 липня  2016 року з'явилася версія гри для PlayStation 4.  Розробка Lifeless Planet велась з 2011 року, і в першу чергу, як продукт одного розробника — Девіда Борда.

## Сюжет
Історія гри зосереджена на американському астронавті, який прибуває на планету, яка (як вважалося) наповнена життєвими формами. Місія зазнає невдачу через катастрофу космічного корабля, в результаті чого інші члени екіпажу гинуть. До того ж сама планета відкривається величезною пустелею, здавалося б, абсолютно позбавленою життя; однак серед величезної порожнечі астронавт знаходить покинутий науковий аванпост, побудований місією СРСР. Гравець, керуючи астронавтом, може подорожувати планетою, поступово досліджуючи та з'ясовуючи, як саме Союзу вдалося сюди добратися і чому, зрештою, був покинутий цей аванпост, а також, чому вся планета позбавлена життя. Час від часу, в процесі своїх досліджень, астронавт зазнає впливу галюцинацій та спалахів зі свого життя на Землі. Згодом, у пошуках відповідей, астронавт з'ясовує, що він не єдиний вцілілий на цій планеті, зустрічаючи загадкову росіянку, на ім'я Аеліта, яка й продовжує вести його моторошним ландшафтом планети.
Завдяки аудіозаписам, залишеними радянськими колоністами, головний герой може скласти докупи події, які відбулися на планеті. У 1974 році СРСР винайшли в Сибіру портал, який і привів їх на цю планету. Спочатку планета була щедро наповнена місцевими формами життя, серед яких був дивний тип зеленого моху, що виступав основним джерелом енергії для різних форм життя (яку, своєю чергою, органи Союзу адаптували як головне джерело електроенергії для поселенців). Маючи намір використати планету для створення «нової Батьківщини» свого народу, Союз тримав своє відкриття в таємниці, поступово колонізуючи планету. Врешті-решт виявилося, що вхідний портал є лише одностороннім, побудований саме таким чином попередніми мешканцями через розсинхронізацію часів між цією планетою та Землею (різниця в часі складає сотні років). Для компенсації цього явища, незнайомці побудували другий портал «виходу», який вів назад на Землю і використовувався, після знаходження, разом із вхідним порталом для приймання ресурсів та нових колоністів.
Однак надмірне використання органами СРСР порталів та ресурсів планети спричинило поступове відмирання зеленого моху, що, зрештою, призвело до мутації решти життєвих форм, які стали ворожим до колоністів. Самі портали також стали надзвичайно нестабільними та їх зв'язок із Землею з часом перервався. Шукаючи рішення, радянські вчені знайшли колоністку Аеліту, (яка ще на початку кризи втратила своїх дітей) що доглядала за таємний садом. Цей сад містив втрачені рослинні форми планети і загадковий зелений мох. Помітивши, що Аеліта може взаємодіяти з рослинними формами, відчайдушні вчені експериментували над нею: вводячи їй ДНК, взяту з рослинних форм планети. В результаті Аеліта перетворилася на гібрид людино-рослини, якому не лише вдалося вижити, а й впливати на їх зростання. На жаль, цього було недостатньо для запобігання гибелі колоністів, і з часом, всі вони були знищені, залишивши Аеліту єдиною, хто тут вижив.
Отримавши цю інформацію, головний герой веде Аеліту до серця планети, де вона жертвує собою, щоб відновити початкові форми життя. Це, своєю чергою, відновлює раніше нестабільні портали, що дозволяють покинути планету головному герою. Під час руху до порталу, астронавт знову бачить спогади пов'язані зі своєю дружиною (яка перебувала в комі після травми) і розуміє, що саме це вплинуло на його рішення до міжпланетної подорожі. Дійшовши порталу, протагоніст повертається на Землю, але вже через сотні років у майбутньому. Розмірковуючи над своїм досвідом, головний герой прибуває на скелю (ту саму, з якої колись впала його дружина), з якої відкривається вид на футуристичне земне місто.

## Ігровий процес

Скриншот гри з демонстрацією руху головного героя зеленою стежкою.

Гра базується на пригодницькому платформері з певною кількістю головоломок. Основне проходження лінійне: яке дозволяє досліджувати обмежену територію досить великих рівнів. Складність ігрового процесу зростає відповідно до зростання навичок гравця і рухом ігровим процесом.
Гра використовує кілька основних механік, де двома найважливішими є: рівень кисню та місткість реактивного палива в ранці головного героя. Гравець повинен поповнювати кисень, використовуючи різні «транспортні засоби, що постачають кисень», та кисневі баки, які періодично розкидані ігровою мапою, причому кожна дія наповнення кисню надає вісім додаткові ігрових годин. Головний герой також повинен використовувати свій реактивний ранець, щоб долати невеликі відстані між платформами і лише наявність палива забезпечує здолання більш тривалих відстаней. На відміну від джерел поповнення кисню, паливні баки для реактивного ранця зазвичай розташовані стратегічно перед складними стрибками, що вимагають більш вдосконаленого платформеного руху. Додатковою механікою гри є «мобільна рука для захоплення», що дає можливість герою хапати предмети та вирішувати головоломки, які в іншому випадку були б нездолані. Головоломки в грі відносно прості й містять: пошук і керування перемикачем для активації джерела живлення; використання динаміту для руйнації перешкод; ковзання та стрибки рухомими скелями для доступу до нових областей; транспортування джерел живлення зеленого моху до генераторів; та натискання кнопок у певному порядку, щоб відкрити гігантські ворота. Перша загадка в грі передбачає вивчення невеликого містечка колоністів, щоб знайти обидві половини пароля, необхідного щоб потрапити до головної радянської лабораторії. Знайомство зі світом гри відбувається переважно через аудіозаписи, які залишили радянські колоністи, що й виступають основним джерелом експозиції. Також головний герой може досліджувати невелику кількість місцевих мінералів. Коли він оглядає корисні копалини або обходить цікаву область — то робить відповідний запис до свого журналу. В грі відсутні вороги, з якими головний герой повинен битися під час своєї експедиції, але все одно існує кілька способів, що можуть спричинити його смерть. Найпоширеніший спосіб — це падіння з висоти, а також смерть через взаємодію з мутованими рослинами (за умови, що він випадково доторкнеться до них) або смерть через розпечену лаву (яка присутня лише на рівні гри «пекло»). Таким чином, головний герой повинен, як правило, йти зеленими слідами (коли б не стикався з ними), оскільки вони забезпечують найбезпечніший шлях, який потрібно пройти під час  подорожі планетою.

## Розробка
Спочатку планувалося, що гра стане екшн-платформером, але з часом, розробник Девід Борд вирішив перефокусувати гру, щоб зосередитись на історії. Гра була натхненна класичними пригодницькими іграми, як то: The Dig від LucasArts та платформером Another World, а також малобюджетними фільмами на тему «Холодна війна». Борд говорив, що він націлений на те, щоб гра передала «поєднане почуття оптимізму і страху перед тим, на що здатна наука в руках людства».
Частково гра фінансувалась за рахунок краудфандингу, з початком кампанії зі збору коштів на Kickstarter у вересні 2011 року. Кампанія досягла цільового показника в 8 500 доларів США протягом 24 годин після початку, і врешті-решт закрилася зібранням у понад 17 000 доларів. Розголос через кампанію допоміг забезпечити для гри видавничу угоду. Взагалі, Борд планував випустити гру ще в липні 2012 року, але через затримки вона з'явилася у ранньому доступі Steam у березні 2014 року.
Реліз раннього доступу містив перші шість глав гри та десь одну третину вмісту, що відповідало приблизно двом годинам ігрового процесу. PC Gamer оцінив ігровий процес гри як «зручний», де деякі рішення головоломок були надзвичайно очевидними, а багато часу витрачалось на «просто прогулянку». До того ж, деякі елементи геймплею відчувались як «надумані». Остаточна версія гри з'явилася 6 червня 2014 року і містила 20 глав. Вона також мала функції, відсутні в ранньому доступі, такі як підтримка OS X, субтитри та додаткові мови. До всього, в грі можна помітити певні відсилання до твору О. М. Толстого «Аеліта».

## Відгуки
| Агрегатор  | Оцінка                                 |
| ---------- | -------------------------------------- |
| Metacritic | (PC) 59/100 (XONE) 57/100 (PC4) 60/100 |

Згідно агрегатору Metacritic, Lifeless Planet отримала неоднозначні відгуки, отримавши оцінку для PC — 59/100, для XONE — 57/100, для PC4 — 60/100.
Кайл Хілліард, з Gameinformer, вважає, що «Lifeless Planet сприймається як незалежні фільми режисерів-новачків: які точно знають, що хочуть сказати, але, можливо, їм бракує засобів для досягнення цього саме так, як вони передбачають». Куінн Левандовскі, з порталу Hooked Gamers, говорить, що «Lifeless Planet — це справді веселий досвід, але не дуже хороша гра», яку б він рекомендував лише для розваги від вивчення таємниць ігрового світу, але без зустрічі з сумнівними головоломками та ігровими механіками.